# Eschenbach (Saint-Gall)
Pour les articles homonymes, voir Eschenbach.
Eschenbach est une commune suisse du canton de Saint-Gall, située dans la circonscription électorale de See-Gaster.

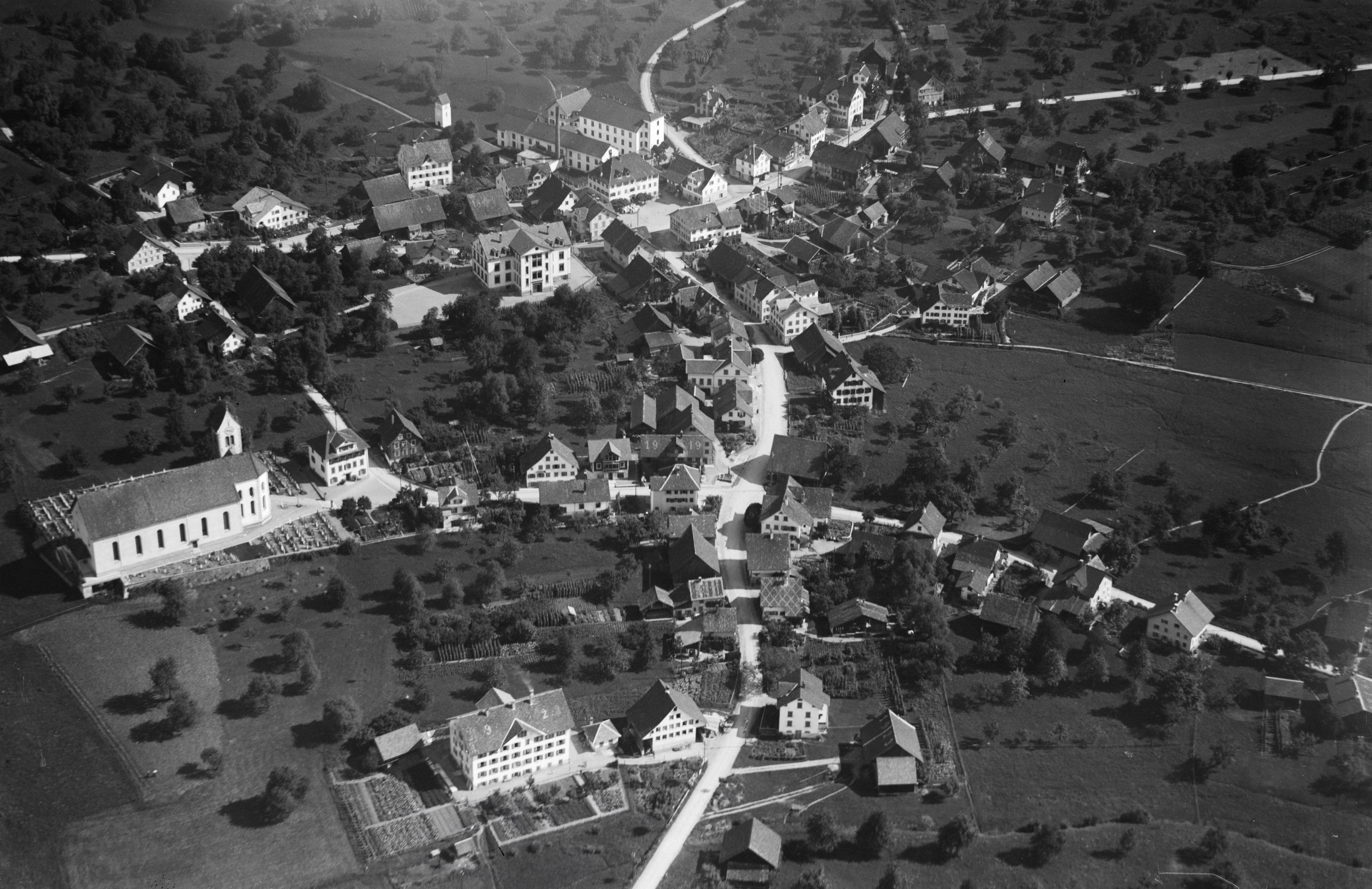
Photo aérienne prise à 400 m par Walter Mittelholzer (1923)

Au 1er janvier 2013, les communes de Goldingen et de Sankt Gallenkappel ont été intégrées à celle d'Eschenbach.